# Отказанный обратный кол
Отказанный обратный кол — дебют в русских шашках. Общепринятой табии нет. Отказанным обратным колом называют системы, возникающие после отказа чёрных от рельс дебюта «обратный кол».
Популярна следующая система.
Корниенко С. — Любовицкий А. А., 1-й товарищеский матч Россия против сборной Мира 1.cb4 fg5 2.gh4 — белые предлагают чёрным поставить кол — ba5 — чёрные отказываются 3.h:f6 a:c3 4.b:d4
Также играется система 1.cb4 fe5 2.gh4 ba5
В ранние годы теоретиками отказанным обратным колом называли системы с активным выбором дебюта белыми. В. А. Абаулин («Заметки о дебютной стратегии») приводил анализ Н.Мельникова.

 Новый дебютный вариант предложил Н. Мельников. После ходов 1.g3-h4
[ С первого взгляда позиция белых кажется бесперспективной. В самом деле, развитие левого фланга затруднено отсутствием важной шашки на d2, овладеть центром они не могут. В позиции черных нет уязвимых мест, и они могут избрать какой угодно план игры. В то же время белые могут попытаться использовать отсталость шашки а7 и строить свою игру на окружении центра черных (если они его займут). Следовательно, несмотря на общую благоприятную для черных оценку позиции, изображенной на диаграмме, можно ожидать, что предстоит острая и нешаблонная борьба. Не нужно забывать и того, что выдающийся мастер Б. Блиндер, являющийся одним из основоположников теории окружения центра, нередко применял аналогичное продолжение черными (после 1.g3-f4 b6-a5 2.c3-d4 f6-e5 3.d4:f6 e7:g5) и добивался хороших результатов. ]
1…f6-e5 во многих партиях он избирал необычное продолжение … 2.c3-d4 e5:c3 3.d2:b4 — http://stas39.narod.ru/debut/Abaylin.files/game7.htm